# Synje Norland
Synje Norland (* 1982 in Niebüll) ist eine deutsche Sängerin und Songschreiberin, Theaterkomponistin und Podcasterin.

## Leben
Ihre Kindheit verbrachte Synje Norland in Nordfriesland, bis sie als 17-Jährige nach München und drei Monate später nach Hamburg zog. Nach einigen Gelegenheitsjobs ging Norland für ein Praktikum nach Kanada. Heute lebt die Musikerin zeitweise in Deutschland, Dänemark und Kanada.

## Musik
Synje Norland nahm bereits als Kind klassischen Gesangsunterricht und brachte sich in jungen Jahren das Gitarrespielen weitgehend selbst bei. Im Alter von 14 Jahren gründete sie ihre erste Band und sammelte erste Live- und Studioerfahrungen. 2001 ging sie für ein paar Monate nach Kanada und fing dort mit dem Songschreiben an.
Nach ihrer Rückkehr lernte Synje Norland den Flensburger Musikproduzenten Benito Battiston kennen und veröffentlichte im Jahr 2007 ihr gemeinsam produziertes Album Skipping Stones. Die Telenovela Rote Rosen verhalf ihrem Debüt zu nationaler Aufmerksamkeit, da einige ihrer Songs im Soundtrack Verwendung fanden.
2008 kooperierte Synje Norland mit dem Berliner Musiker Sven van Thom. Gemeinsam sangen sie den Song Trauriges Mädchen, der als erste Single des Albums Phantomschmerz veröffentlicht wurde.
Am 22. April 2011 veröffentlichte Synje Norland ihr zweites Album To the Other Side. Wieder produzierte sie das Album mit Benito Battiston und veröffentlichte es, wie schon ihr Debütalbum, auf dem mit ihrem Vater gegründeten Label Norland Music. Ihre anschließende Deutschland-Tour im Mai 2011 spielte sie gemeinsam mit ihrem Cellisten Michael Becker, der fester Teil ihrer Band ist und auch auf ihren Alben zu hören ist.
2011 wurde Synje Norland für den Deutschen Musikautorenpreis der GEMA in der Kategorie Nachwuchs nominiert.
2011 spielte Synje Norland auf der Indie Week in Toronto, 2013 auf dem North_by_Northeast (NXNE) Festival, welches ebenfalls in Toronto stattfindet. Darüber hinaus begleitete sie den islandischen Künstler Helgi Jonsson auf seiner Deutschland Tournee und stand 2012 und 2013 mit der Band Santiano als Gastsängerin auf der Bühne.
2016 veröffentlichte Synje Norland mit Unterstützung der "Initiative Musik" ihr 3. Studioalbum „Who Says I Can’t“. In kompletter Eigenregie produzierte die Multiinstrumentalistin das gesamte Album und spielte, bis auf das prominent in Szene gesetzte Cello, alle Instrumente selbst ein.
Nach einer anschließenden Tournee im Herbst 2016, die sie hochschwanger spielt, legte Synje Norland eine musikalische Pause ein, um sich ganz ihrer Familie widmen zu können.
2020 und 2021 gab Synje Norland während der COVID-19-Pandemie mehrere gemeinsame Online-Konzerte mit der Singer-Songwriterin Julie Weißbach. Mit Julie Weißbach rief Synje Norland 2021 den Podcast „Wahrhaftig und Vehement“ ins Leben.
Synje Norlands Songs fanden Einsatz im Soundtrack der Serie „Mord mit Aussicht“ und Filmen wie "Liebe Mauer" und dem ZDF-Zweiteiler "Das Geheimnis der Wale". Die mediale Präsenz verhalf der Künstlerin auch über die Landesgrenzen hinaus zu Beachtung.
2022 und 2023 stand Synje Norland im Rahmen des Folk Baltica Festivals auf der Bühne. Gemeinsam mit dem dänischen Künstler Frederik Vedersø schrieb sie 2022 den Festivalsong „Wie es zerbricht“, der im Rahmen des Folk Baltica Festivals bei den Eröffnungskonzerten zur Aufführung kam. Anlässlich ihres Konzertes 2023 begann Synje Norland Gedichte des Lyrikers Theodor Storm zu vertonen.
2024 schrieb Synje Norland die Musik für das Storm-Theaterstück „Heimkehr - oder die letzte Sirene“, welches im Hoftheater Föhr zur Uraufführung kam, und in dem sie nicht nur als Komponistin und musikalische Leiterin in Erscheinung trat, sondern erstmalig auch als Schauspielerin.
Im April 2025 erschien Synje Norlands viertes Studioalbum "Synje Norland singt Theodor Storm - Wunderland".
Im Mai 2025 spielte Synje Norland gemeinsam mit dem schwedischen Nyckelharpa-Spieler Erik Rydvall, der schwedischen Violinistin Lena Jonsson und dem Zitter-Spieler Villads Hoffmann auf dem Folk Baltica Festival.

## Podcast
Seit Mai 2021 produziert Synje Norland gemeinsam Julie Weißbach den Podcast „Wahrhaftig und Vehement“, in dem die Künstlerinnen Themen der Kunst und des Lebens aus ihrem Blickwinkel beleuchten und kreative Impulse geben.

## Diskografie

### Alben
- 2007: Skipping Stones (Norland Music)
- 2011: To the Other Side (Norland Music)
- 2016: Who Says I Can’t (Norland Music)
- 2025: Synje Norland singt Theodor Storm / Wunderland (Norland Music)

### Singles
- 2011: Love Shuffle (Norland Music)
- 2016: Who Says I Can’t (Norland Music)
- 2025: Hörst Du? (Norland Music)
- 2025: Die Stadt (Norland Music)

### Weitere Titel und Veröffentlichungen
- 2006: Schneewittchens Schlaflied – Original-Soundtrack 7 Zwerge – Der Wald ist nicht genug (Universal Music)
- 2008: Trauriges Mädchen – Duett mit Sven van Thom/Phantomschmerz (Starwatch Music)
- 2008: The One, Tried so Hard, The Lonesome Side – Original-Soundtrack Rote Rosen – Telenovela
- 2009: The One, The Lonesome Side – Original-Soundtrack Liebe Mauer (DA Music)
- 2009: Dreaming of You – Raffaello Werbekampagne Schweiz
- 2010: Over it, A Better Kind – Original-Soundtrack Das Geheimnis der Wale
- 2012: Tri martolod – Duett mit Santiano auf deren Album Bis ans Ende der Welt (Special Edition) (Universal Music)
- 2013: Gestrandet – Duett mit Santiano auf deren Album Mit den Gezeiten (Universal Music)
- 2022: Die Sehnsucht ist mein Steuermann – Duett mit Santiano[11] auf dem Album Die Sehnsucht ist mein Steuermann – Das Beste aus 10 Jahren
- 2024: Heimkehr - oder die letzte Sirene (Komposition)

## Auszeichnungen und Nominierungen
- 2011: Nominierung Deutscher Musikautorenpreis GEMA in der Kategorie Nachwuchs